# 大西洋黃蓋鰈
大西洋黃蓋鰈為輻鰭魚綱鰈形目鰈亞目鰈科的其中一種，為温帶海水魚，被IUCN列為易危保育類動物，分布於西北大西洋拉不拉多半島至美國乞沙比克灣海域，棲息深度27-364公尺，體長可達64公分，棲息在沙泥底質底層水域，主要捕食多毛類的蠕蟲與片腳類、蝦子等，生活習性不明，可作為食用魚，適合清蒸、燒烤、油炸食用。